# Urtiin Duu

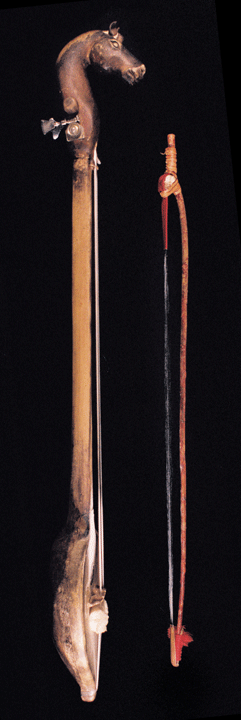
Igil

Urtiin Duu of het lange lied is een van de twee belangrijkste vormen van Mongools gezang, de andere vorm wordt Bogino Duu (het korte lied) genoemd. 

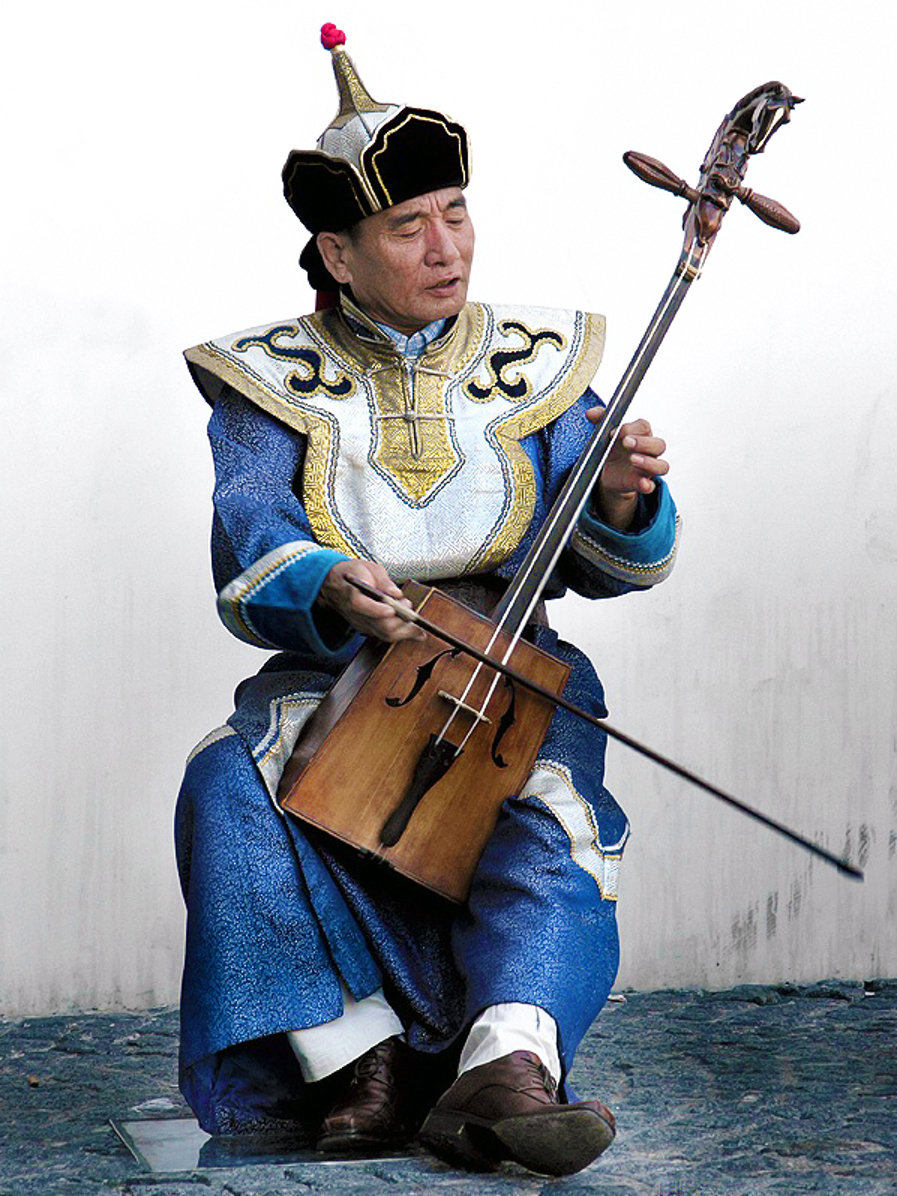
Artiest uit Mongolië met morin khuur

Urtiin Duu speelt een belangrijke rol in de gemeenschap. Het is een rituele vorm van expressie en wordt geassocieerd met belangrijke vieringen en festiviteiten. Het wordt uitgevoerd tijdens huwelijken, ingebruikname van nieuwe huizen of de geboorte van een kind. Optredens en composities zijn nauw verweven met het leven van Mongoolse nomaden en de voorouderlijke graslanden.
Aangenomen wordt dat Urtiin Duu tweeduizend jaar geleden ontstond, het wordt sinds de dertiende eeuw in literaire werken vermeld. Tot de dag van vandaag zijn veel regionale stijlen bewaard gebleven. Sinds de jaren vijftig zorgt urbanisatie en industrialisatie er echter voor dat de nomadische levensstijl verdwijnt. Delen van de graslanden zijn veranderd in woestijn, waardoor vele families wegtrekken.
Urtiin Duu wordt niet het lange lied genoemd omdat de liederen lang zijn (dit kan overigens zeker het geval zijn). Delen van teksten worden voor langere tijd aangehouden, een lied van vier minuten kan uit slechts tien woorden bestaan.
De liederen kunnen filosofisch, religieus of romantisch zijn en vaak worden paarden gebruikt als symbool of thema.
Sinds 2005 staat Urtiin Duu vermeld op de Lijst van Meesterwerken van het Orale en Immateriële Erfgoed van de Mensheid.
Oosterse Mongolen gebruiken de morin khuur (een strijkinstrument met spirituele paardenkop, dit instrument staat ook vermeld op de Lijst van Meesterwerken) als begeleiding. Westerse Mongolen maken geen gebruik van instrumenten of gebruiken soms de igil.